# Phaea laurieae
Phaea laurieae là một loài bọ cánh cứng trong họ Cerambycidae.